# آرثر كيرك
آرثر كيرك (بالإنجليزية: Arthur Kirk)‏ هو لاعب كرة قدم أسترالية أسترالي، ولد في 5 يناير 1878 في ملبورن في أستراليا، وتوفي في 28 فبراير 1958 في Murrumbeena, Victoria ‏ في أستراليا.

## وصلات خارجية
- آرثر كيرك على موقع AustralianFootball.com (الإنجليزية)
- آرثر كيرك على موقع AFLtables.com (الإنجليزية)